# Sumé (Band)
Sumé, auch  SUME oder Sume geschrieben, war eine grönländische Rockband. Ihr Name bedeutet „wo?“ auf Kalaallisut. Sie wurde 1972 von Malik Høegh und Per Berthelsen in Sorø gegründet und gilt als Pionier der grönländischen Rockmusik.

## Geschichte
Die beiden Gründer lernten sich 1970 an der Sorø Akademi kennen und arbeiteten zunächst als Duo Malik & Per zusammen. Malik Høegh war als Sänger, Gitarrist, Komponist und Liedtexter tätig, Per Berthelsen als Sänger, Gitarrist und Komponist. 1971 kamen Hjalmar Dahl als Schlagzeuger und Seth Berthelsen als Bassist mit einer spanischen Gitarre hinzu. 1973 erschien ihre Debüt-LP Sumut („wohin?“ auf Kalaallisut) bei dem sozialistischen und anti-imperialistischen Verlag Demos in Dänemark; diese wurde von 20 Prozent der grönländischen Bevölkerung gekauft. Als Albumcover diente ein Holzschnitt von Aron von Kangeq, der einen Grönländer mit einem erschlagenen Skandinavier zeigt.
Durch die Verwendung der grönländischen Sprache und aufgrund des Einbezugs weiterer Elemente aus der Inuit-Kultur lässt sich Sumés Ansatz als „Grönlandifizierung“ populärer Musik beschreiben. Dies stellte sich als erfolgreich heraus: Sumé war die erste und über Jahrzehnte hinweg einzige grönländische Musikgruppe, die auch im Ausland Erfolg hatte, unter anderem mit Auftritten in Stockholm und Ost-Berlin 1975 sowie in Dänemark auf dem Roskilde-Festival 1973 und 1995. Das Angebot, die britische Rockband Procol Harum auf einer Tournee zu begleiten, lehnte Sumé allerdings ab.
1977 löste sich Sumé auf und die Musiker kehrten nach Grönland zurück, wo sie in unterschiedlicher Weise in Politik und Kultur aktiv waren. 1988 wurde allerdings die Sammel-CD SUME 1973–76 veröffentlicht, und 1994 versammelte sich die Band erneut, um PerserSume als 100. Veröffentlichung der Plattenfirma ULO einzuspielen. Bis 2014 spielte Sumé weiterhin bei besonderen Gelegenheiten, normalerweise mindestens einmal im Jahr, und zog dabei stets ein großes Publikum an, zum Beispiel bei einem ausverkauften Konzert in Kopenhagen 2011.

## Dokumentarfilm

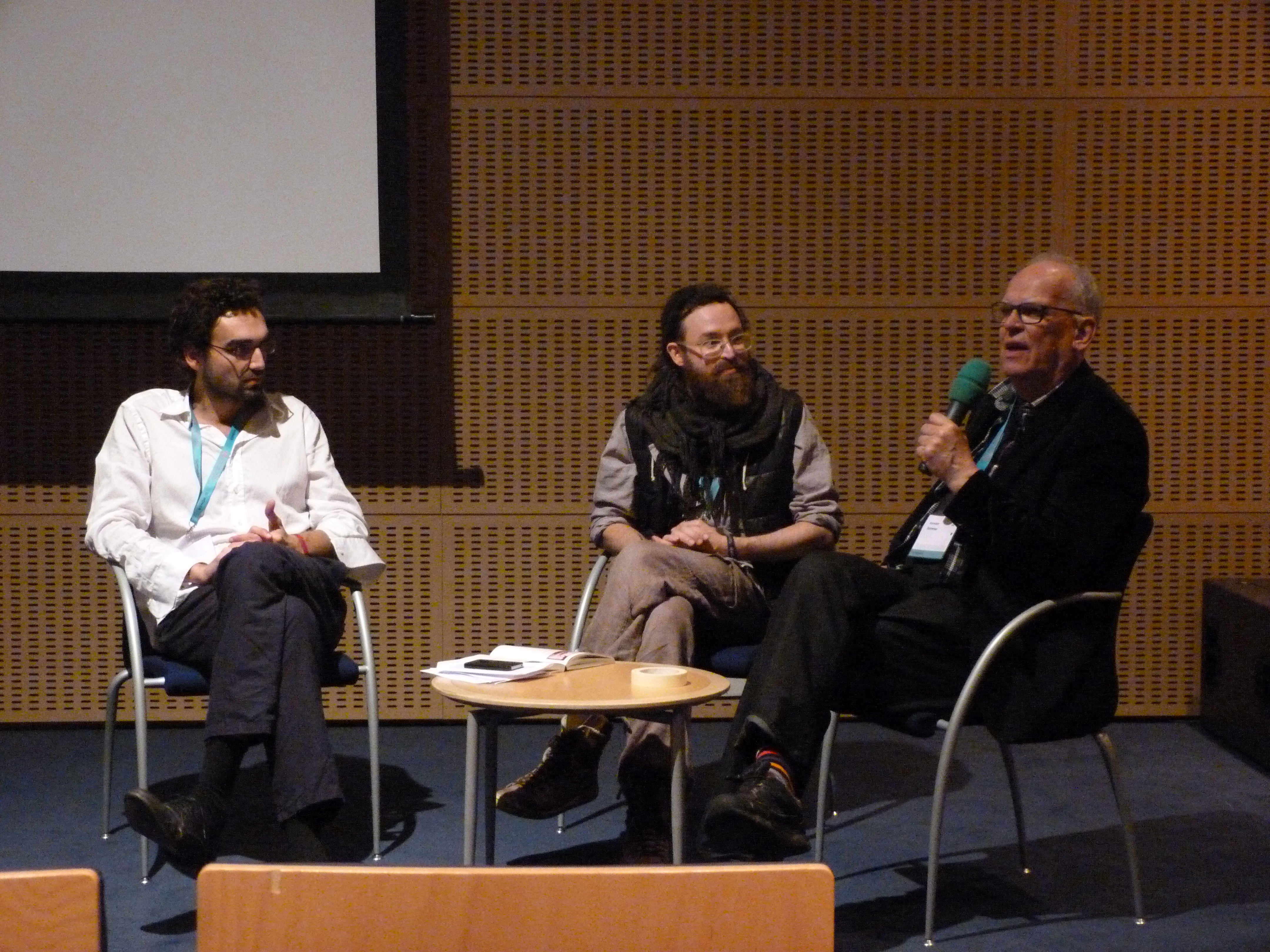
Paneldiskussion zum Film Sumé auf der World Music Expo 2015

2014 feierte der Dokumentarfilm Sumé – Mumisitsinerup Nipaa (dänisch Sumé – lyden af en revolution, englisch Sumé – The Sound of a Revolution) von Inuk Silis-Høegh auf dem Filmfestival Greenland Eyes seine Premiere. Dieser zeichnet in nostalgischer Art die Bandgeschichte mit Archivmaterial und aktuellen Zeitzeugeninterviews nach. Neben der Originalmusik von Sumé ist auch eine Coverversion von Inuit Nunaat durch die Gründungsmitglieder von Nanook zu hören. Der Film wurde weltweit auf Filmfestivals gezeigt, unter anderem auf der Berlinale 2015 und 2017. Ab 2016 lief er auch in deutschen Kinos.

## Stil
Die schlagkräftigen politischen Liedtexte handeln von der Entfremdung der Inuit-Kultur, von Identitätsfindung und sozialen Problemen auf Grönland, von Kapitalismus, Armut, Alkoholmissbrauch und mangelndem Respekt für grönländische Werte. Sie richteten sich gegen die Danifizierung durch die dänische Kolonialmacht und verbreiteten den Wunsch nach Autonomie und Einführung einer Hjemmestyre (Selbstverwaltung Grönlands).
Sumé wurde von US-amerikanischer Folk- und Rockmusik inspiriert, verband diese aber erstmals mit grönländischen Texten und legte damit den Grundstein für die grönländische Rockmusik. In ihrem dritten Album, das bei der ersten professionellen grönländischen Plattenfirma ULO erschien, wurden auch traditionelle Rahmentrommeln eingesetzt; seitdem tauchen diese häufig in grönländischen Formen globaler Musik auf.

## Diskographie
- Sumut (1973, Demos)
- Inuit Nunaat (1974, Demos)
- Sume (1977, ULO)
- 1973–76 (1988, ULO)
- PerserSume (1994, ULO)
- The Sound of a Revolution (2014, ULO, Soundtrack)